# Georgi Dimitrow (1940)
Georgi Dimitrow (bułg. Георги Димитров) – bułgarski niszczyciel radzieckiego projektu 30K z okresu po II wojnie światowej, początkowo radziecki Ozornoj (Озорной).
Jego budowę rozpoczęto podczas II wojny światowej, wszedł na krótko do służby marynarki ZSRR jako „Ozornoj” w 1949 roku, po czym rok później został przekazany Bułgarii, gdzie służył jako „Georgi Dimitrow”. Był największym okrętem bułgarskim. Został wycofany w 1960 roku.

## Budowa
„Ozornoj” był drugim budowanym okrętem z najnowszej radzieckiej przedwojennej serii dużych niszczycieli projektu 30. Stępkę pod jego budowę położono 20 listopada 1939 roku wraz z głównym okrętem typu („Ogniewoj”) w stoczni nr 200 im. 61 Komunardów w Mikołajowie, pod numerem budowy 1087. 25 września 1940 roku został wciągnięty na listę floty. Oba okręty wodowano jako jedyne z serii przed atakiem Niemiec na ZSRR („Ozornoj” jako drugi, 25 grudnia 1940 roku), lecz nie zdołano ich ukończyć. W obliczu zajęcia Mikołajowa przez Niemców, nieukończony „Ozornoj” został 6 sierpnia 1941 roku przeholowany do Sewastopola, a następnie do Poti. W grudniu 1942 roku roboty na nim wstrzymano. 29 kwietnia 1945 roku powrócił do Mikołajowa i wznowiono na nim prace, według skorygowanego projektu 30K.
„Ozornoj” różnił się od pozostałych okrętów projektu 30K m.in. siłownią o mocy 60.000 KM zamiast 54.000 KM i zaokrągloną rufą krążowniczą zamiast pawężowej, co powodowało niewielki wzrost długości (117 m zamiast 115,5 m).

## Służba
„Ozornoj” wszedł do służby w Marynarce Wojennej ZSRR 9 stycznia 1949 roku. 25 lutego 1949 roku wcielono go do Floty Czarnomorskiej. Wkrótce jednak zdecydowano o przekazaniu go sojuszniczej Ludowej Republice Bułgarii.
23 lutego 1950 roku okręt przybył do Warny. Wszedł do Marynarce Wojennej Bułgarii pod nazwą „Georgi Dimitrow”, na cześć działacza komunistycznego Georgi Dimitrowa. Został wciągnięty na listę floty 18 kwietnia 1950 roku. Według innych źródeł, wszedł do służby 20 lutego tego roku. Pierwszym dowódcą był kapitan II rangi Iwan Dobrew. Stanowił największy okręt bojowy w dziejach marynarki bułgarskiej i jej ostatni niszczyciel. W styczniu 1957 roku okręt pod flagą dowódcy floty kadm. Branimira Ormanowa przewiózł delegację rządową z premierem Antonem Jugowem do Albanii. W ostatnich latach służby służył do szkolenia. Na 1961 rok planowano modernizację niszczyciela, lecz jej zaniechano. 30 września 1960 roku „Georgi Dimitrow” został wycofany ze służby. Został następnie rozbrojony i odstawiony na Jeziorze Warneńskim, gdzie w 1963 roku zatonął podczas sztormu. Według M. Sobańskiego, wrak pozostawał tam jeszcze w 1977 roku.
Planowano dostawę dla marynarki Bułgarii jeszcze kolejnego niszczyciela podobnego ulepszonego projektu 30bis, który miał otrzymać nazwę „Wasil Kolarow”, lecz ostatecznie nie doszło do tego. Według innych źródeł, miał to być prototypowy „Ogniewoj”. W starszych źródłach zachodnich są spotykane błędne informacje, że „Georgi Dymitrow” to były „Ogniewoj”, oraz błędny rok przekazania 1956.